# حسن حسن‌زاده آملی
حسن حسن‌زاده طبری آملی (۲۱ بهمن ۱۳۰۷ – ۳ مهر ۱۴۰۰) مشهور به حسن حسن‌زاده آملی، فیلسوف متأله، فقیه و عارف ایرانی بود. وی در ادبیات، علوم غریبه، علم هیئت و طب اسلامی مهارت داشت. او همچنین اشعاری به زبان‌های فارسی، طبری و عربی سروده بود. حسن‌زاده آملی در سومین همایش چهره‌های ماندگار در سال ۱۳۸۲، به عنوان چهره ماندگار برگزیده شد. وی روز شنبه، ۳ مهر ۱۴۰۰، در سن ۹۲ سالگی درگذشت. رهبر جمهوری اسلامی ایران، سید علی خامنه‌ای، بر جنازهٔ او نماز خواند.

## زندگی

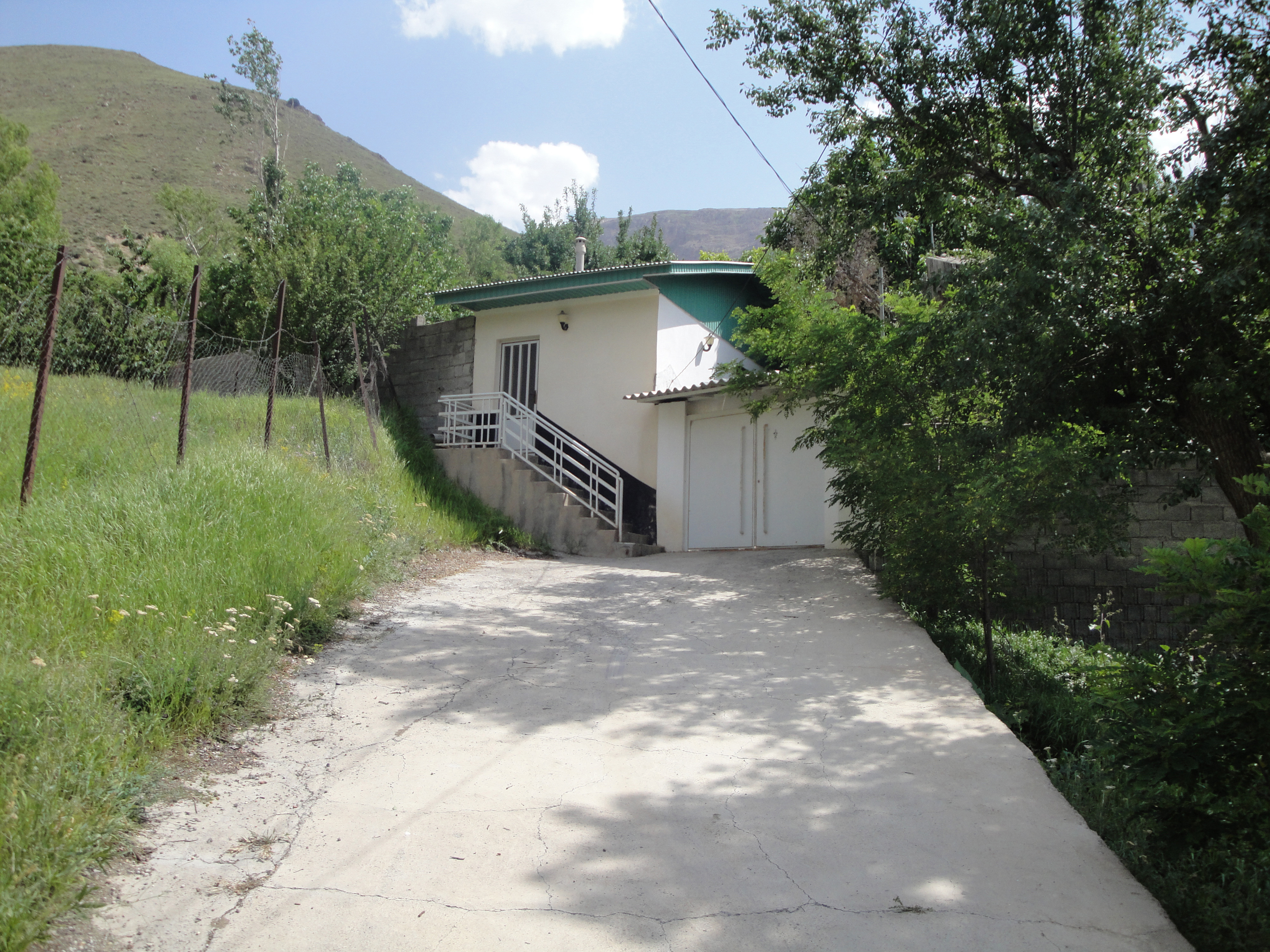
در ورودی منزل حسن‌زاده آملی در روستای ایرا لاریجان اتاقک با بام سبزرنگ، مقبرهٔ همسر وی است که در گوشهٔ حیاط منزلش دفن شده است.

حسن‌زاده آملی در اواخر سال ۱۳۰۷ هجری خورشیدی در روستای ایرای لاریجان از توابع شهرستان آمل متولد شد.
وی در سن شش سالگی، به مکتب‌خانه رفت و خواندن و نوشتن یادگرفت. تعدادی از جزوات متداول در مکتب‌خانه‌های آن زمان را خواند. سپس وارد دورهٔ ابتدایی دروس حوزوی شد. تاریخ ورود وی به حوزهٔ علمیه مهرماه سال ۱۳۲۳ هجری شمسی بود.
متون مقدماتی درس حوزه را در آمل نزد محمد غروی، عزیزالله طبرسی، احمد اعتمادی، عبدالله اشراقی، ابوالقاسم رجائی، میرزا ابوالقاسم فرسیو و استادان دیگر فرا گرفت و در آمل آغاز به تدریس چند کتاب مقدماتی نمود.
محمدباقر لاریجانی داماد او است.

### مهاجرت به تهران
وی در شهریور ۱۳۲۹ خورشیدی به تهران آمد و چند سالی در مدرسهٔ حاج ابوالفتح به سر برد و باقی کتب حوزوی را نزد سید احمد لواسانی خواند. چندین سال در مدرسهٔ مروی به سر برد و زیر نظر محمدتقی آملی و ابوالحسن شعرانی به مدت ۱۳ سال درس خواند و از او اجازهٔ اجتهاد دریافت داشت.

### مهاجرت از تهران به قم
در سال ۱۳۴۲ هجری شمسی به قصد اقامت در قم، تهران را ترک گفته و پس از ورود به قم، آغاز به تدریس معارف حوزوی و فنون ریاضی نمود.
او در قم نزد سید محمدحسین طباطبایی، و به سفارش وی از سید محمدحسن الهی طباطبایی استفاده برده است. حسن‌زاده آملی به مدت ۱۷ سال از دروس سید محمدحسین طباطبایی بیشترین بهره‌ها برد.

## تدریس
بعضی از دروسی که حسن‌زاده آملی تدریس نموده است، به شرح ذیل است:
- چهار دوره اشارات با شرح خواجه (صفحه ۲۵۳).
- مصباح الانس به مدت هشت سال در حوزهٔ علمیهٔ قم برای مندری نجف‌آبادی و امامی نجف‌آبادی و دوره دوم تدریس آن که در سال ۱۳۷۰ آغاز و به‌دلیل کسالت وی در سال ۱۳۷۱ تعطیل شد. (صفحهٔ ۲۵۵).
- شرح فصوص‌الحکم داوود بن محمود قیصری چهار دوره که برای شاگردان املاء می‌کرد و آنان می‌نوشتند. (صفحه ۲۵۵)
- یک دوره کامل شفا ابن سینا که در ضمن تدریس از روی چندین نسخهٔ تصحیح‌شده و تعلیقات و حواشی کرد (صفحه ۲۵۴).
- چهار دوره تمهید القواعد در حوزهٔ علمیهٔ قم که هر دوره حدود چهار سال به طول انجامید. (صفحه ۲۵۴).
- «اُکَر مانالاؤس» که مدت سه سال در حوزهٔ علمیهٔ قم به طول انجامید (صفحه ۲۵۶).
- دو کتاب «اُکَر ثاوذوسیوس و مساکن» به تحریر خواجه طوسی (صفحه ۲۵۷).
- اصول اقلیدس (صفحه ۲۵۷).
- دروس هیئت و دیگر رشته‌های ریاضی (صفحه ۲۶۳).
- دروس معرفة الوقت و القبلة
- در ضمن تصحیح و اعراب‌گذاری اصول کافی نیز به درخواست ابوالحسن شعرانی توسط ایشان صورت گرفته است.[۱۳]

## دیدگاه‌ها

### وحدت وجود
در این زمینه وی معتقد است وحدت وجود از مهمّات مسائل توحیدی است. صوفیه و عرفاً و متشرّعه و اصحاب حدیث، حتی فرنگیها هم عدّه‌ای در این مسئله وارد شده‌اند. اهل حدیث و متشرعه هم با تفسیر از احادیث بیان داشته‌اند او (تعالی) وحدت عددیه ندارد. وی در معنای وحدت وجود گفته است که «در عالم یک حقیقت موجود است و آن خداست، و موجودات دیگر قابل اینکه به آن‌ها چیز گفته شود نیستند. … زیرا موجود آن است که اثر داشته و کار از او ساخته باشد. وقتی مقایسه کنیم می‌بینیم که موجودات دیگر کاری نمی‌توانند بکنند مگر به اذن خدا.»

### وحدت قرآن و برهان و عرفان
وی بر این باور است که قرآن و برهان و عرفان از هم متمایز و جدا نیستند.

## رویکرد سیاسی
پیش از ۱۵ خرداد ۱۳۴۲ وی به دیدار سید روح‌الله خمینی رفت. در آن زمان خمینی روحانیون را مکلف کرده بود تا مسائل سیاسی و مشکلات اجتماعی مسلمین را برای عموم مردم بیان کنند و حسن زاده آملی نیز در این راه قدم گذاشت.
حمایت صریح وی از حرکت خمینی و نامه‌های اعتراضی او به هویدا دربارهٔ تصویب قوانین غیرشرعی، تبعید خمینی و کشتن معترضان، همچنین حضور وی در کنار رزمندگان در جنگ ایران و عراق، این جنبه از زندگی او را نشان می‌دهد.
وی در سفر سید علی خامنه‌ای به آمل در سال ۱۳۷۷ش، کتاب انسان در عرف عرفان را با نوشتن مقدمه‌ای، به سید علی خامنه‌ای تقدیم کرد.

## در نگاه دیگران

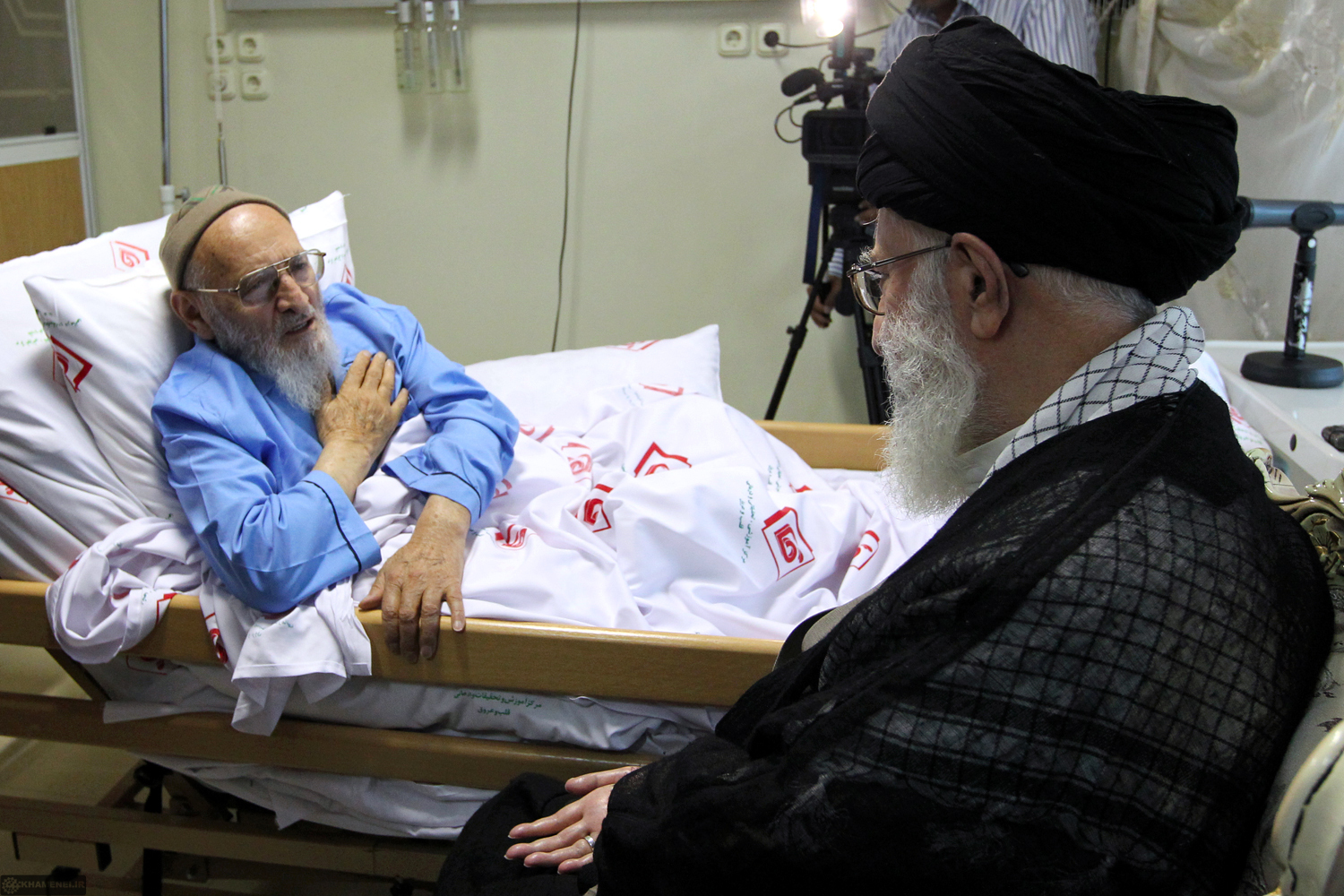
عیادت سید علی خامنه‌ای از حسن‌زاده آملی در دوران بستری به علت بیماری

- در ۱۹ خرداد ۱۳۹۰ از سوی مجمع عالی حکمت اسلامی قم، طی مراسمی از تلاش‌ها و خدمات علمی حسن حسن‌زاده آملی تجلیل شد. در این مراسم، عبدالله جوادی آملی، شخصیت علمی حسن‌زاده آملی را ستود و گفت: «ایشان از حکمای ذوفنون معاصر به‌شمار می‌رود.»[۲۰]

## درگذشت
حسن زاده آملی صبح روز ۳ مهر ۱۴۰۰ش (۱۸ صفر ۱۴۴۳ق) به علت نارسایی قلبی پیشرفته در بیمارستان امام رضای آمل بستری شد و ساعت ۹ شب همان روز درگذشت. در برخی گزارش‌ها به نقل از قدیرنژاد (رئیس بیمارستان) دلیل مرگ آملی نارسایی شدید قلبی عنوان شد.

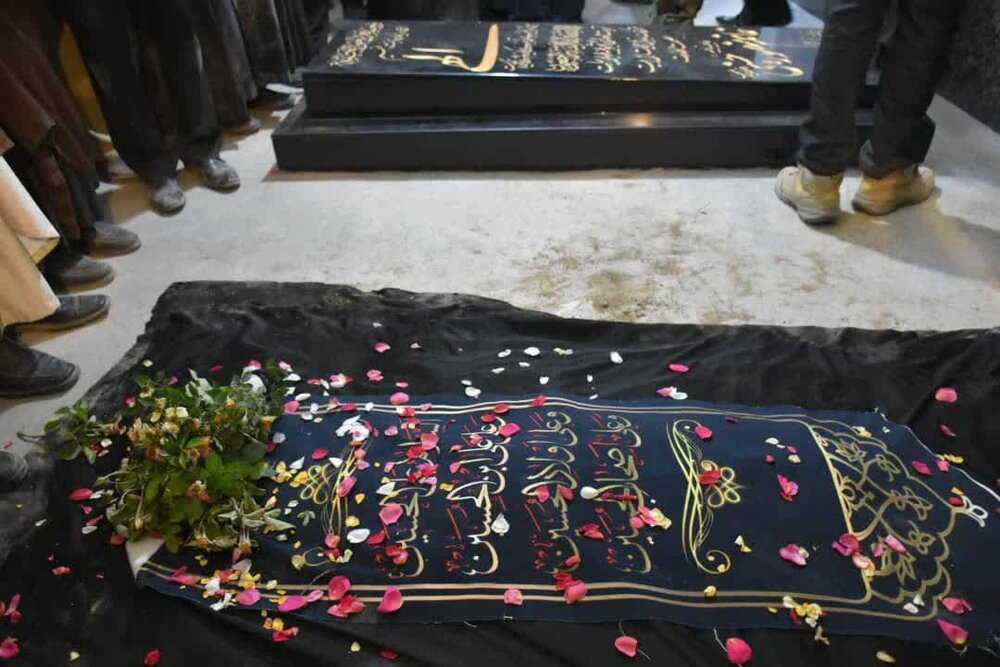
محل دفن حسن‌زاده آملی در کنار آرامگاه همسرش

مقامات، نهادها و مسئولان کشوری و لشکری جمهوری اسلامی ایران طی پیام‌هایی درگذشت وی را تسلیت گفتند. جامعه مدرسین، مجمع مدرسین، جامعه روحانیت، مجمع روحانیون و از علمای مشهور و مراجع تقلید سید علی خامنه‌ای، نوری همدانی، مکارم شیرازی، شبیری زنجانی، سبحانی، مظاهری، محقق داماد، علوی گرگانی، جوادی آملی، سید حسن خمینی و سیدعمار حکیم پیام تسلیتی ارسال کردند. خامنه‌ای طی پیام تسلیتی از وی با عنوان عالم ربّانی، سالک توحیدی، دانشمند و ذالفنون و از چهره‌های نادر یاد کرد. او شامگاه ۴ مهر ماه بر پیکر آملی نماز اقامه کرد.
پیکر وی پس از تشییع در پنجم مهر در روز ۶ مهر در روستای ایرای لاریجان و در آرامگاهی که در حیاط خانه‌اش برای همسرش ایجاد کرده بود به خاک سپرده شد.

## آثار
حسن‌زاده آملی دارای آثاری در زمینه‌های فقه، فلسفه، اخلاق، عرفان، حکمت دینی، کلام، حدیث و رجال، تفسیر قرآن، ریاضیات و نجوم، ادبیات عربی و فارسی، علوم طبیعی، طب قدیم، علوم غریبه و باطنی است.
آثار حسن‌زاده آملی به تفکیک موضوعی:
عرفانی
1. الهی نامه[۳۰]
2. تصحیح رساله مکاتبات
3. تصحیح و تعلیق تمهید القواعد
4. تصحیح و تعلیق رساله تحفه الملوک
5. تصحیح و تعلیق شرح فصوص خوارزمی
6. تصحیح و تعلیق شرح فصوص قیصری
7. رساله انّه الحق
8. رساله‌ای در سیر و سلوک
9. رساله لقاءالله
10. رساله مفاتیح المخازن
11. رساله نور علی نور در ذکر و ذاکر و مذکور
12. شرح طائفه‌ای از اشعار و غزلیات حافظ
13. شرح فصوص الحکم
14. عرفان و حکمت متعالیه
15. قرآن و عرفان و برهان از هم جدایی ندارد
16. کلمه علیا در توقیفیت اسماء
17. مشکات القدس علی مصباح الأنس
18. منشئات
19. وحدت از دیدگاه عارف و حکیم
20. ولایت تکوینی

فلسفی
1. الاصول الحکمیه
2. الحجج البالغه علی تجرد النفس الناطقه
3. النور المتجلّی فی الظّهور الظّلّی
4. ترجمه و تعلیق الجمع بین الرّأیین
5. ترجمه و شرح سه نمط آخر اشارات
6. تصحیح و تعلیق شفا
7. تصحیح و تعلیق اشارات
8. تقدیم و تصحیح و تعلیق آغاز و انجام
9. تقدیم و تعلیق راسله اتحاد عاقل به معقول
10. دررالقلائد علی غررالفرائد
11. دروس اتحاد عاقل به معقول
12. رساله اعتقادات
13. رساله العمل الضابط فی الرّابطی و الرابط
14. رساله‌ای در اثبات عالم مثال
15. رساله جعل
16. رساله رؤیا
17. رساله مثل
18. رساله نفس الأمر
19. رساله نهج الولایه
20. رساله فی التضّادّ
21. صد کلمه
22. عیون مسائل نفس و سرح العیون فی شرح العیون
23. گشتی در حرکت
24. گنجینه گوهر روان
25. معرفت نفس
26. مفاتیح الأسرار لسلّاک الاسفار
27. من کیستم
28. نثرالدّراری علی نظم اللئالی
29. نصوص الحکم بر فصوص الحکم

کلامی
1. تقدیم و تصحیح و تعلیق رساله قضا و قدر محمد دهدار
2. تقدیم و تصحیح و تعلیق کشف المراد فی شرح تجرید الاعتقاد
3. رساله حول الرؤیه
4. رساله خیر الاثر در رد جبر و قدر
5. رساله فی الامامه
6. فصل الخطاب فی عدم تحریف الکتاب ربّ‌الارباب

تفسیری
1. انسان و قرآن
2. تصحیح خلاصه تفسیر المنهج الصادقین

روایی
1. انسان کامل از دیدگاه نهج البلاغه
2. تصحیح سه کتاب ابی الجعد، نثراللئالی، طبّ الائمه
3. تصحیح نهج البلاغه
4. تکمله منهاج البراعه
5. رساله‌ای در اربعین
6. شرح چهل حدیث در معرفت نفس
7. مصادر و مآخذ نهج البلاغه

رجالی
1. اضبط المقال فی ضبط اسماء الرجال
2. وجیزه‌ای در ترجمه و شرح زندگی علامه طباطبایی قدس سرّه

فقهی
1. تعلیقات علی العروه الوثقی
2. مجیزه‌ای در مناسک حج

ریاضی و هیوی
1. استخراج جداول تقویم
2. تصحیح و تعلیق اکر مانالاوس
3. تصحیح و تعلیق الدّر المکنون و الجوهر المصون
4. تصحیح و تعلیق تحریر اقلیدس
5. تصحیح و تعلیق تحریر اکر ثاوذوسیوس
6. تصحیح و تعلیق تحریر مجسطی
7. تصحیح و تعلیق تحریر مساکن ثاوذوسیوس
8. تصحیح و تعلیق شرح بیرجندی بر بیست باب
9. تصحیح و تعلیق شرح بیرجندی بر زیج الغ بیک
10. تصحیح و تعلیق شرح چغمینی
11. تعلیقه بر رساله قبله مولی مظفر
12. دروس معرفت اوفاق
13. دروس معرفه الوقت و القبله
14. دروس هیئت و دیگر رشته‌های ریاضی
15. رساله‌ای پیرامون فنون ریاضی
16. رساله‌ای در مطالب ریاضی
17. رساله ظلّ
18. رساله میل کلی
19. رساله تعیین سمت قبله مدینه
20. رساله تکسیر دائره
21. رساله فی الصبح و الشفق
22. رساله فی تعیین البعد بین المرکزین و الاوج
23. شرح زیج بهادری
24. شرح قصیده کنوزالاسماء
25. سی فصل در دائره هندیه

ادبی
1. امثال طبری
2. تصحیح کلیله و دمنه
3. تصحیح گلستان سعدی
4. تصحیح و اعراب اصول کافی
5. تعلیقه بر باب توحید حدیقه الحقیقه
6. تعلیقه بر قسمت معانی مطوّل
7. دیوان اشعار (کتاب «تنظیم و تصحیح دیوان اشعار علامه حسن‌زاده آملی» مجموعه‌ای است از اشعار وی که توسط سید سعید هاشمی و امیر عباس جلیلی جمع‌آوری شده و انتشارات «الف. لام. میم» آن را منتشر کرده است.[۳۱])
8. قصیده ینبوع الحیات
9. مصادر اشعار منسوب به امیرالمؤمنین علیه السّلام
10. تقدیم و تصحیح و تعلیق نصاب الصبیان

آثار متفرقه
1. تقدیم و تصحیح و تعلیف خزائن
2. ده رساله فارسی
3. کشکول
4. مجموعه مقالات
5. مصاحبات
6. هزار و یک نکته
7. هزار و یک کلمه
8. رساله رموز کنوز

### دروس معرفت نفس
کتاب دروس معرفت نفس حسن‌زاده آملی که حاوی ۱۵۳ درس است و در آن مباحث خودشناسی، شناخت قوای انسانی، اثبات مقام تجرد و فوق تجرد نفس، نحوه ارتباط نفس و بدن، علم، سنخیت بین علم و ظرف آن، منطق، نقد مذهب مادیون، عالم ماده عالم خیال و عالم عقل، خواب - تعبیر و تأویل خواب، اتحاد علم و عالم و معلوم، فرق انسان و حیوان و نبات، عقل کل و نفس کل، کمال اول و کمال ثانی، عقل عملی و عقل نظری، ملائکه، انسان کامل، روح بخاری و روح انسانی، علم و عمل، معرفت فکری و معرفت شهودی، تکامل برزخی، معاد و قیام مورد بررسی قرار گرفته است.

### اشعار
حسن‌زاده آملی در همان سن و سال کم به مطالعه کتاب‌های گلستان و بوستان سعدی و بهارستانِ جامی روی آورد. یکی از آثار حسن‌زاده آملی دیوان اشعار است که حدود پنج هزار بیت دارد و در قالب‌های غزل، رباعی، قصیده و ترجیع بند سروده شده است اما بیشتر اشعار در قالب غزل و در خصوص سیر و سلوک عرفانی است.
دیوان اشعار حسن‌زاده به سبک شاعران گذشته همچون حافظ، مولوی و محمود شبستری سروده شده است.

## نگارخانه

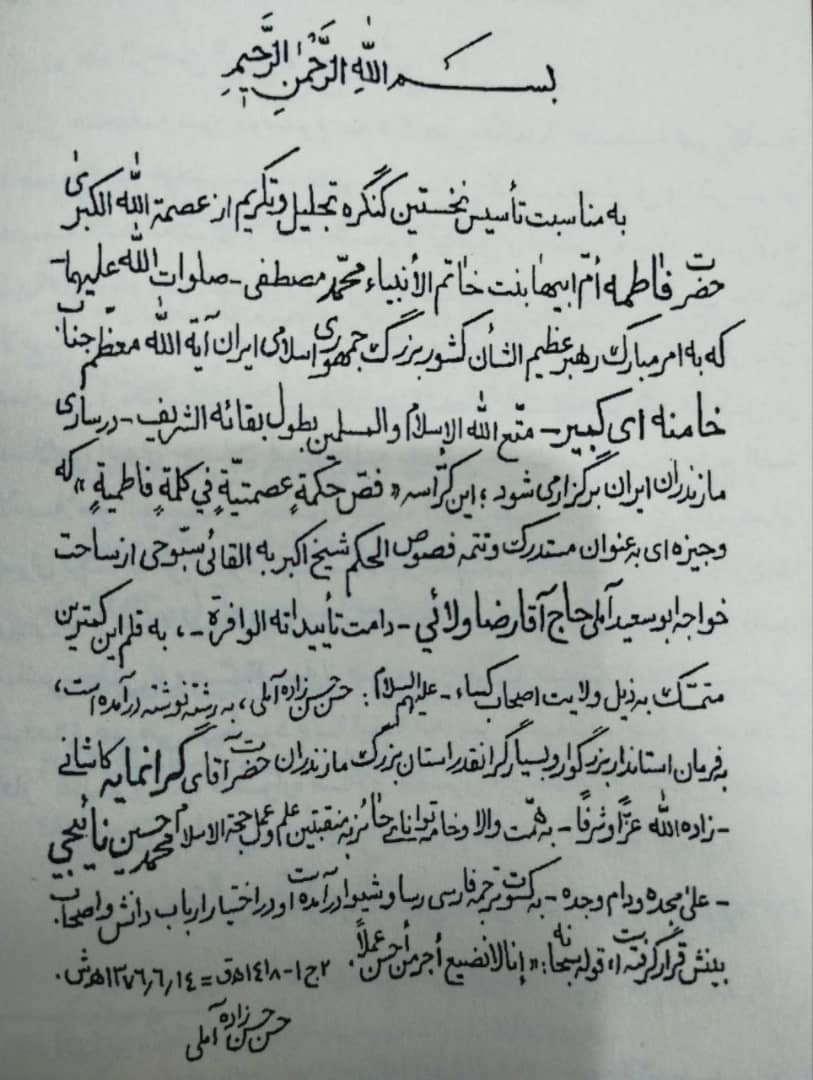

## آثار دربارهٔ وی

### فیلم و مستند
- منظومه حسن
- روایت صنوبر
- علامه دهر
- مشاهیر

### بزرگداشت
- همایش طبیب روحانی در دانشگاه علوم پزشکی تهران
- کنگره بین‌المللی دو خورشید حکمت و عرفان در آمل و بابل
- بزرگداشت‌ها در تهران، مشهد، آمل، قزوین، اصفهان، تاجیکستان و امارات

## تقدیر
- چهره ماندگار ایران در الهیات ۱۳۸۲